# George Perceval
George James Perceval, 6e comte d'Egmont, 3e baron Arden, né le 14 mars 1794, mort le 2 août 1874, est un pair d'Irlande et amiral de la Royal Navy de la reine Victoria.

## Biographie
Il fait partie de la famille irlandaise Perceval originaire du comté de Cork. Il est l'ainé mais seul survivant des trois fils de Charles George Perceval, 2e baron Arden (1756-1840) et de Lady Margaretta Elizabeth Wilson (1767-1851). En 1819, il épouse la fille du chevalier John Hornby. N'ayant pas d'enfants, il a pour héritier son neveu Charles George Perceval (7e comte d'Egmont).

### Carrière
En 1805, il entre comme enseigne dans la Royal Navy, et le 21 octobre il participe à la bataille de Trafalgar à bord de l'HMS Orion. En 1806, il navigue dans les eaux égyptiennes puis, fin 1809, participe à la capture de vaisseaux français dans la baie de Rosas.
En 1812, il combat sur la côte ouest des États-Unis puis, le 28 août 1816, il fait partie de la flotte anglo-hollandaise qui bombarde Alger. Il est le capitaine du HMS Infernal.
De 1837 à 1840, il entre à la Chambre des communes du Royaume-Uni comme représentant du West Surrey pour le Parti Tory et, de 1841 à 1874, entre à la Chambre des Lords en tant que baron Arden, puis comme comte d'Egmont et Pair d'Irlande.

## Grades
- Contre-amiral (1851)
- Vice-amiral (1857)
- Amiral (1863)

## Armoiries
Comte d'Egmont (Famille Perceval) : écartelé au I et IV d'argent au chef vivré de gueules, chargé de trois croix patées alésées d'argent, et au II et III, nébulé de gueules et d'or.

## Hommage
- Un tableau en pied de lui, a été réalisé par le portraitiste George Francis Joseph.